# Fränki
Gerhard Branstner NDK író Utópikus anekdoták című művének egyik főhőse, űrhajós és feltaláló.
Barátjával Joschkával utaznak űrhajójukon a végtelen világűrben és különböző dolgokat találnak fel unalmukban, pl. a rázókrimit, a cipzáras banánt, stb.
Az Utópikus anekdoták magyarul a Galaktika 21. számában jelentek meg, Majtényi Zoltán fordításában.